# 比洛霍里夫卡學校轟炸
2022年5月7日，在俄羅斯入侵烏克蘭的北頓涅茨克戰役期間，烏克蘭盧甘斯克州比洛霍里夫卡一所學校遭到俄羅斯軍隊轟炸。至少確認2名平民死亡，當局稱實際死亡人數接近60人。
當時約有90人為躲避戰火，躲藏在學校建築物的地下室內。烏克蘭總統澤連斯基表示，有關人數已經佔該鎮大多數人口。在遭到俄羅斯空襲後，建築物發生火災，令大量人員被困在建築物和地下室內。

## 後果
至少30人獲救。2人死亡，但盧甘斯克州州長谢尔盖·盖达伊表示，其餘60人亦已遇難。

## 反應
烏克蘭外交部和聯合國秘書長古特雷斯譴責襲擊，其中古特雷斯表示對襲擊「感到震驚」。
英國外交大臣卓慧思表示，对襲擊感到「震驚」，並認為此次襲擊構成戰爭罪。